# 고밀도 폴리에틸렌

HDPE의 SPI 수지 식별 코드

고밀도 폴리에틸렌(High-density polyethylene, HDPE) 또는 폴리에틸렌 고밀도(High-density polyethylene, PEHD)는 에틸렌 단량체로부터 생산되는 열가소성 중합체이다. HDPE 파이프에 사용될 때 "알카텐" 또는 "폴리텐"이라고도 한다. 밀도 대비 강도가 높은 HDPE는 플라스틱 병, 부식 방지 배관, 지오멤브레인 및 플라스틱 목재 생산에 사용된다. HDPE는 일반적으로 재활용되며 수지 식별 코드로 숫자 "2"가 있다.
2007년 세계 HDPE 시장 규모는 3천만 톤을 넘었다.

## 같이 보기
- 저밀도 폴리에틸렌
- 폴리에틸렌
- 초고분자량 폴리에틸렌